# Вільні шрифти
Ві́льні універса́льні шрифти́ належать до вільного програмного забезпечення і покликані забезпечити покриття всіх символів Юнікоду.
Разом з тим, існують проєкти, спрямовані на покриття тільки певних писемностей, наприклад вільні шрифти ПТ.
Вільні шрифти часто використовують і поширюють у складі вільних операційних систем.
Шрифти Computer Modern Unicode отримані з джерел METAFONT з використанням mftrace, autotrace і FontForge. Нині вони містять гліфи латинської, кириличної та грецької писемностей, а також розширення IPA. У складі набору 33 шрифти.

### GNU Unifont
Проєкт GNU Unifont складається з набору шрифтів і утиліт Юнікоду. Це точковий (не векторний) шрифт, який забезпечує повне покриття базової багатомовної площини - першої площини Юнікоду з 65 536 кодових позицій, яка містить більшість живих писемностей світу. На літо 2021 року повністю підтримується Юнікод 13.0.
Як «великоднє яйце», в ділянці користувацьких символів є знаки декількох вигаданих писемностей: Зоряні війни, данні (Myst), тенгвар та інші.

### Шрифтова система «Пітер»
Проєкт зі створення загальнонаціональних безкоштовних шрифтів з відкритою ліцензією, що підтримують усі мови малих народів Російської Федерації. Шрифти покликані не тільки обслуговувати друковані видання, мережеві інформаційні ресурси, офіційне і ділове листування, освіту і науку, а й сприяти розвитку національних писемностей і міжкультурного обміну. До складу сімейства входять гарнітури ПТ Санс, ПТ Серіф і ПТ Моно.

### Інші шрифти
- Arev — шрифти без зарубок для писемностей без латинських коренів;
- DejaVu;
- Droid — шрифти, розроблені спеціально для платформи Google Android. Включає набори: Droid Sans, Droid Sans Mono і Droid Serif. Є підтримка кирилиці;
- Fira;
- Free UCS Outline Fonts;
- IndUni — набір шрифтів для мов Індії, що використовують латиницю, містять латинські літери з індійськими діактричними знаками в «ділянці користувацьких символів» (англ. private use area)[1];
- Junicode — шрифти для середньовічних текстів, містять латиницю, руни і готські літери[2];
- Liberation;
- Linux Libertine — набір шрифтів, що включає сімейства Linux Libertine і Linux Biolinum;
- MgOpen typeface collection — чотири сімейства шрифтів: MgOpenCanonica (Times Roman), MgOpenCosmetica (Optima), MgOpenModata і MgOpenModerna (Helvetica);
- Noto — розроблюваний у Google набір шрифтів для покриття всіх писемностей, закладених у Юнікоді;
- Old Standard — шрифт Олександра Крюкова для видань мовами, писемність яких заснована на грецькому або кириличному алфавіті, містить знаки історичної кирилиці (включно зі вперше доданими в Unicode 5.1) і може використовуватися для набору текстів, що містять фрагменти старослов'янською та церковнослов'янською мовами;[3]
- Rufscript — шрифти з рукописним накресленням;
- Symbola [Архівовано 21 липня 2011 у Wayback Machine.]

SIL International розробляє шрифти як для загальних потреб, так і для специфічного використання (наприклад, для рідкісних мов):
- Чаріс SIL
- Дулос SIL
- Gentium

## Стародавні писемності
Шрифти для роботи з фінікійським письмом, етруським, єгипетським, шумерським клинописом тощо.
- Aegean [Архівовано 21 липня 2011 у Wayback Machine.]
- Cardo [Архівовано 28 листопада 2010 у Wayback Machine.]
- MPH 2B Damase[Архівовано 13 липня 2007 у Wayback Machine.]